# 이종성 (성우)
이종성(1944년 7월 12일 ~ )은 대한민국의 성우이다. 1968년 KBS에 입사했으며, 현재는 KBS 10기이다. 한국방송 성우극회 소속.

## 주요 출연작품

### 영화
- 와일드 번치 (KBS) - 텍터(벤 존슨)
- 나 홀로 사막에 (KBS) - 스미리(빌헬름 에스터후이젠)
- 사랑의 빛 (KBS) - 알렉스의 오빠(니콜라스 프라이어)
- 망각의 계절 (KBS)
- 제니의 전쟁 (KBS)
- 바늘 구멍 (KBS)
- 징기스칸 (KBS)